# Баріка – М'Сіла – Бугезуль
Баріка – М'Сіла – Бугезуль – газопровід на півночі Алжиру, також відомий як Схід – Захід.
Трубопровід, який ввели в дію у 2011 році, має довжину 265 км та виконаний в діаметрі 700 мм. Він прямує по регіону Високих плато та складається з двох ділянок:
- довжиною 65 км від Баріки на трасі газотранспортного коридору Хассі-Р'Мель – Скікда до ТЕС М'Сіла, на якій в 2010-му завершили велику модернізацію;
- довжиною 190 км від ТЕС М'Сіла до Бугезуль. На цьому відтинку існує перетин з трубопроводом  Хассі-Р'Мель – Бордж-Менель, відгалуження від якого ще раніше подали блакитне паливо до ТЕС М'Сіла та Бугезуля.
Є відомості, що від системи Схід – Захід може отримувати ресурс газопровід Себт-Азіз – Ксар-Бухарі – Берруагія (можливо відзначити, що Бугезуль лежить лише за два десятки кілометрів на південний схід від Ксар-Бухарі).